# Franjo Tuđman
Franjo Tuđman (scris și Franjo Tudjman, citit „tugiman”; n. 14 mai 1922 — d. 10 decembrie 1999) a fost un om politic croat, primul președinte al Croației independente în perioada 1990-1999. În perioada celui de al doilea război mondial a luptat împreună cu fratele lui Stjepan de partea partizanilor. În 1971 a fost condamnat de regim, dar a intervenit prietenul lui Iosip Broz Tito. A murit la Zagreb la 77 de ani.